# North East Lincolnshire
Il North East Lincolnshire è un borough e autorità unitaria del Lincolnshire (contea cerimoniale), Inghilterra, Regno Unito, con sede a Grimsby.
L'autorità fu creata il 1º aprile 1996 all'abolizione dell'Humberside dalla fusione dei borough di Cleethorpes e Great Grimsby.

## Località e parrocchie
Le località del distretto includono:
- Ashby cum Fenby, Aylesby
- Barnoldby le Beck, Beelsby, Bradley, Brigsley
- Cleethorpes
- East Ravendale
- Great Coates, Grimsby
- Habrough, Hatcliffe, Healing, Humberston
- Immingham, Irby upon Humber
- Laceby, Little Coates, Ludborough
- New Waltham
- Old Clee
- Scartho, Stallingborough
- Waltham, Weelsby, Wold Newton

Le parrocchie sono:
- Ashby cum Fenby
- Aylesby
- Barnoldby le Beck
- Beelsby
- Bradley
- Brigsley
- East Ravendale
- Great Coates
- Habrough
- Hatcliffe
- Hawerby cum Beesby
- Healing
- Humberston
- Immingham
- Irby
- Laceby
- New Waltham
- Stallingborough
- Waltham
- West Ravendale
- Wold Newton